# FK Olympik
FK Olimpik hay Olympic Tashkent là một câu lạc bộ bóng đá chuyên nghiệp của Uzbekistan có trụ sở tại thủ đô Tashkent, hiện đang chơi ở Giải bóng đá siêu cấp Uzbekistan. Đội được thành lập để làm lực lượng cơ sở cho Đội tuyển bóng đá Olympic Uzbekistan.

## Lịch sử
Olimpik được thành lập vào năm 2021 bởi Ủy ban Olympic quốc gia Cộng hòa Uzbekistan và đóng vai trò chuẩn bị lực lượng cho tham vọng giành quyền tham dự Thế vận hội Mùa hè 2024, vì vậy có thể xem đây như là đội U-23 tuyển chọn quốc gia của Uzbekistan và cũng là cách giải thích lý do vì sao câu lạc bộ lại mang tên Olympik (nghĩa là "Thế vận hội" trong tiếng Uzbek). Câu lạc bộ đã ra mắt tại Giải bóng đá chuyên nghiệp Uzbekistan vào năm 2021 và có được chiến thắng đầu tiên của mình ở sân chơi chuyên nghiệp vào ngày 28 tháng 3 cùng năm, khi đánh bại Oqtepa 2–1 trên sân nhà, sau đó câu lạc bộ đã cán đích ở vị trí thứ ba chung cuộc, qua đó giành quyền tham dự trận play-off thăng hạng với đội đứng thứ 12 của Giải bóng đá siêu cấp Uzbekistan là Mash'al Muborak. Vào ngày 2 tháng 12 năm 2021, trận play-off được diễn ra, chung cuộc Olympik đã giành thắng lợi với tỷ số 3–1 và có lần đầu tiên góp mặt tại hạng đấu cao nhất của bóng đá Uzbekistan. Cũng trong mùa giải 2021, câu lạc bộ đã lọt đến tứ kết Cúp Quốc gia Uzbekistan trước khi thất thủ 0–1 trước Pakhtakor. Năm 2022, câu lạc bộ chính thức ra mắt Giải bóng đá siêu cấp Uzbekistan.

## Sân vận động
Câu lạc bộ chơi các trận đấu trên sân nhà của mình tại sân vận động JAR ở Tashkent. Sân vận động này có sức chứa gần 8.500 người.

## Thành tích thi đấu
| Mùa giải | Vô địch Quốc gia | Vô địch Quốc gia | Vô địch Quốc gia | Vô địch Quốc gia | Vô địch Quốc gia | Vô địch Quốc gia | Vô địch Quốc gia | Vô địch Quốc gia | Vô địch Quốc gia | Vô địch Quốc gia | Cúp Quốc gia |
| Mùa giải | Hạng đấu         | Hạng đấu         | Thứ hạng         | ST               | T                | H                | B                | BT               | BB               | Điểm             | Cúp Quốc gia |
| Mùa giải | I                | II               | Thứ hạng         | ST               | T                | H                | B                | BT               | BB               | Điểm             | Cúp Quốc gia |
| -------- | ---------------- | ---------------- | ---------------- | ---------------- | ---------------- | ---------------- | ---------------- | ---------------- | ---------------- | ---------------- | ------------ |
| 2021     |                  |                  | Thứ 3            | 20               | 9                | 4                | 7                | 38               | 23               | 31               | Tứ kết       |
| 2022     |                  |                  | Thứ 6            | 26               | 7                | 14               | 5                | 31               | 28               | 35               | Vòng 1/8     |
| 2023     |                  |                  | Thứ 9            | 26               | 8                | 7                | 11               | 26               | 32               | 31               | Tứ kết       |
| 2024     |                  |                  | Thứ 12           | 26               | 6                | 7                | 13               | 22               | 38               | 25               | Vòng 1/8     |
| 2025     |                  |                  |                  |                  |                  |                  |                  |                  |                  |                  |              |

## Danh hiệu
- Giải bóng đá chuyên nghiệp Uzbekistan:
  -  Vô địch: 1 (2021)

## Đội hình hiện tại
Tính đến ngày 15 tháng 3 năm 2025
Ghi chú: Quốc kỳ chỉ đội tuyển quốc gia được xác định rõ trong điều lệ tư cách FIFA. Các cầu thủ có thể giữ hơn một quốc tịch ngoài FIFA.
| Số | VT | Quốc gia   | Cầu thủ                   |
| -- | -- | ---------- | ------------------------- |
| 1  | TM | Uzbekistan | Samandarbek Joʻrabekov    |
| 2  | HV | Uzbekistan | Bobur Abdujabborov        |
| 3  | HV | Uzbekistan | Doniyor Erkinov           |
| 5  | HV | Uzbekistan | Abubakir Rejabboyev       |
| 6  | TV | Uzbekistan | Jaʼfar Bahodirov          |
| 7  | TV | Uzbekistan | Abdulboriy Maʼrifjonov    |
| 8  | HV | Uzbekistan | Rustam Jahonov            |
| 9  | TĐ | Uzbekistan | Javohir Muborakov         |
| 10 | HV | Uzbekistan | Jaloliddin Sodiqov        |
| 16 | TM | Uzbekistan | Jahongir Boʻriyev         |
| 17 | TĐ | Uzbekistan | Muhammadyusuf Fayzullayev |
| 18 | TV | Uzbekistan | Baxtiyor Nigʻmatov        |

| Số | VT | Quốc gia   | Cầu thủ               |
| -- | -- | ---------- | --------------------- |
| 19 | HV | Uzbekistan | Yashnarbek Asadulayev |
| 21 | TV | Uzbekistan | Ilya Yelechich        |
| 22 | TV | Uzbekistan | Ruslan Mongold        |
| 24 | HV | Uzbekistan | Kirill Todorov        |
| 25 | TV | Uzbekistan | Abdumalik Asrorov     |
| 55 | HV | Uzbekistan | Saddam Ahmadov        |
| 70 | TV | Uzbekistan | Abdurahmon Daminov    |
| 74 | TM | Uzbekistan | Shahriyor Olimov      |
| 76 | TV | Uzbekistan | Shahzod Imomov        |
| 77 | TV | Uzbekistan | Abrorjon Aliyev       |
| 99 | TV | Uzbekistan | Behruz Akramov        |

## Ban huấn luyện

### Ban huấn luyện hiện tại
Tính đến ngày 15 tháng 3 năm 2025
| Chức vụ                | Họ tên           |
| ---------------------- | ---------------- |
| Huấn luyện viên trưởng | Artyom Petrosyan |
| Trợ lý huấn luyện viên | Andrey Povalyaev |

### Các đời huấn luyện viên trưởng
Timur Kapadze là huấn luyện viên trưởng của câu lạc bộ kể từ khi thành lập. Vào cuối mùa giải 2021, đội đã giành quyền thăng hạng từ Giải bóng đá chuyên nghiệp Uzbekistan lên Giải bóng đá siêu cấp Uzbekistan dưới sự dẫn dắt của Kapadze.
| Họ tên              | Giai đoạn |
| ------------------- | --------- |
| Timur Kapadze       | 2021–2024 |
| Denis Korostichenko | 2024      |
| Mirko Jeličić       | 2025      |
| Artyom Petrosyan    | 2025      |